# Messerschmitt Bf 109
El Messerschmitt Bf 109 va ser un avió de caça alemany de la Segona Guerra Mundial, dissenyat per Willy Messerschmitt a inicis dels anys 1930, quan era dissenyador en cap de la Bayerische Flugzeugwerke (d'ací que el seu prefix sigui «Bf»). Va ser un dels primers caces realment moderns de la seva època, incloent-hi característiques com una construcció monocasc totalment metàl·lica, una carlinga tancada i tren d'aterratge retràctil. Després d'haver passat pel seu baptisme de foc a la Guerra Civil Espanyola, el Bf 109 va estar en servei fins al naixement de l'era dels reactors al final de la Segona Guerra Mundial, sent durant tot aquest temps l'espina dorsal de la força de caces de la Luftwaffe. Amb un motor de pistons en V invertit, el Bf 109 va ser complementat, però mai completament substituït en servei, pel Focke-Wulf Fw 190 de motor radial a partir de 1941
Originàriament concebut com a interceptor, posteriorment va ser desenvolupat per a complir amb múltiples tasques, actuant com a escorta de bombarders, caça bombarder, caça diürn, nocturn i tothora, destructor de bombarders, avió d'atac a terra, i com a avió de reconeixement. Va ser subministrat a diversos estats de menor importància de l'Eix durant la Segona Guerra Mundial, i serví en diversos països durant molts anys després de la guerra. El Bf 109 va ser l'avió militar més fabricat de la Segona Guerra Mundial, amb 30.573 exemplars construïts durant la guerra, i l'avió de caça més fabricat de la història, amb un total de 33.984 unitats produïdes fins a l'abril de 1945.
El Bf 109 va ser pilotat pels 3 asos de l'aviació alemanys amb més victòries a la Segona Guerra Mundial, Erich Hartmann, Gerhard Barkhorn i Günther Rall, que van aconseguir unes 928 victòries entre ells mentre pilotaven amb la Jagdgeschwader 52, principalment al Front Oriental, així com per Hans-Joachim Marseille, l'as principal a la campanya del nord d'Àfrica. També va ser pilotat pel major as no alemany, Ilmari Juutilainen, així com per diversos pilots d'èxit més, en particular de Finlàndia, Romania, Croàcia i Hongria. Mitjançant un desenvolupament constant de l'aparell, va continuar sent competitiu fins amb el darrer caça dels Aliats fins al final de la guerra i, al mateix temps, mostrà els límits del que podia assolir-se amb caces propulsats amb motors de pistó.

## Disseny i desenvolupament
Durant 1933, el Technisches Amt (C-Amt), el departament tècnic del Reichsluftfahrtministerium, va concloure una sèrie de projectes de recerca per al futur del combat aeri. El resultat dels estudis van ser 4 esborranys sobre com hauria de ser el futur avió:
- Rüstungsflugzeug I per a un bombarder mitjà de múltiples seients
- Rüstungsflugzeug II per a un bombarder tàctic
- Rüstungsflugzeug III per a un caça d'un únic tripulant
- Rüstungsflugzeug IV per a un caça pesant de 2 tripulants

El Rüstungsflugzeug III havia de ser un interceptor, destinat a substituir als biplans Arado Ar 64 i Heinkel He 51, llavors en servei. Dos mesos després que el nou govern nacional socialista pugés al poder el 30 de gener de 1933, el RLM publicà els requeriments tàctics per a un caça monotripulat al document L.A. 1432/33.

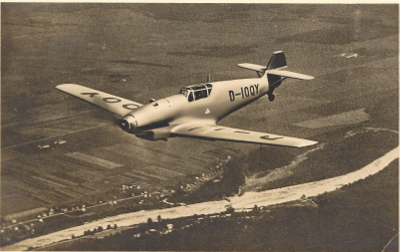
Prototype V3

El caça havia de tenir una velocitat màxima de 400 km/h a 6.000 metres, que hauria de mantenir durant 20 minuts, estant enlairat un total de 90 minuts. L'alçada crítica de 6.000 metres havia d'assolir-se en no més de 17 minuts, i el caça havia de tenir un sostre operatiu de 10.000 metres. El motor havia de ser el nou Junkers Jumo 210 de 522 kW (700 hp). Havia d'anar armat amb un canó MG C 30 de 20 mm disparant a través del motor o, alternativament, amb dues metralladores MG 17 de 7,92 mm, o un canó MG FF de 20 mm amb dues MG17 de 7,92 mm. Una altra especificació era que havia de mantenir una càrrega a les ales per sota dels 100 kg/m². L'assaig seria per avaluar-lo basant-se en la velocitat de nivell del caça, la taxa d'enlairament i la maniobrabilitat, en aquest ordre.
De fet, les especificacions del R-III no estaven previstes al T-Amt: a inicis de 1933, tant Heinkel com Arado havien enviat de manera privada dissenys per a un caça monoplaça, i el T-Amt simplement va agafar les millors característiques de tots dos i els va tornar, convidant també al projecte a Focke-Wulf.
S'ha suggerit la possibilitat que Willy Messerschmitt no va ser convidat en un inici a participar en la competició degut a l'animositat personal entre ell i el director del RLM, Erhard Milch,  però, investigacions recents han indicat que no va ser el cas, i que totes tres empreses (Arado, Heinkel i BFW) van rebre simultàniament el contracte de desenvolupament amb els requeriments del L.A. 1432/33, al febrer de 1934. Una quarta empresa, Focke Wulf, va rebre una còpia del contracte al setembre de 1939. El motor havia de ser el Junkers Jumo 210, però hauria de poder-se modificar pel més potent però menys desenvolupat Daimler-Benz DB 600. Se'ls demanà que lliuressin 3 prototipus per ser provats a finals de 1934.

### Prototipus
El treball de disseny del que seria el Bf 109 començà al març de 1934, només 3 mesos després de rebre el contracte de desenvolupament, sota el projecte de P.1034. La maqueta bàsica es completa al maig de 1934, i una maqueta encara més detallada es preparà per a gener de 1935. El disseny va rebre la designació del RLM "Bf 109".
El primer prototipus (Versuchsflugzeug 1 o V1), sota el registre civil D-IABI, va ser completat al maig de 1935, però els motors alemanys encara no estaven a punt. Per tal de poder fer volar els dissenys del "RIII", el RLM adquirí 4 motors Rolls-Royce Kestrel VI, dient a Rolls-Royce que l'era Heinkel He 70 Blitz per a una prova de motors.  Messerschmitt rebé 2 d'aquests motors, i començà adaptant els suports del V1 per usar el motor V-12. Aquest treball es completà a l'agost, i el V1 completà els seus vols de prova al setembre de 1935. Llavors, l'avió va ser enviat al centre de proves de la Luftwaffe a Rechlin per prendre part en el concurs de dissenys.
A finals d'estiu, els motors Jumo van començar a estar disponibles, i el V2 va ser completats amb el motor Jumo 210A de 600 hp a l'octubre de 1935. El va seguir el V3, sent el primer a portar canons incorporats, però no hi havia cap Jumo 210 més disponible i això va fer retardar el vol del V3 fins al maig de 1936.

### El concurs
Després que les proves d'acceptació es completessin a Rechlin, els prototips van ser traslladats a Travemünde per a provar-los entre ells. Els participants de les proves van ser el Arado Ar 80 V3, el Focke-Wulf Fw 159 V3, el Heinkel He 112 V4 i el Bf 109 V2. El primer a arribar va ser el He 112, a inicis de febrer de 1936, mentre que la resta de prototips arribaren a inicis de març.
Com que la majoria dels pilots de caça de la Luftwaffe estaven habituats als biplans amb cabines obertes, una baixa càrrega de vent, unes forces-g lleugeres i eren senzills de pilotar, es mostraren molt crítics vers al Bf 109 en un inici. Però ben aviat passà al capdavant de la competició, mentre que el Arado i el Focke-Wulf, que estaven com a reserves en cas que els favorits fallessin, es demostraren com a desfasats. El Arado Ar 80, amb la seva ala de gavina (substituïda per una ala recta i afilada al V3), i amb un tren d'aterratge carenat tenia un sobrepès i poca potència, i el disseny va ser abandonat després que es construïssin 3 prototips. El Fw 159, amb les ales en parasol sempre va ser considerat pel personal de Erprobungsstelle (E-Stelle) a Travemünde com un model de compromís entre un biplà i un monoplà d'ala baixa amb una aerodinàmica més eficient. Tot i que tenia algunes característiques avançades, va fer servir un xassís nou que demostrà ser poc fiable.
Inicialment, el Bf 109 va ser vist amb suspicàcia pels pilots de proves de E-Stelle a causa del seu angle de terra, que oferia molt poca visió del terra al davant; les escotilles laterals, que no podien obrir-se en vol, així com pels slats automàtic del frontal de les ales, que s'obriren sense advertir-ho durant les acrobàcies. També estaven preocupats pel pes de càrrega de les ales.

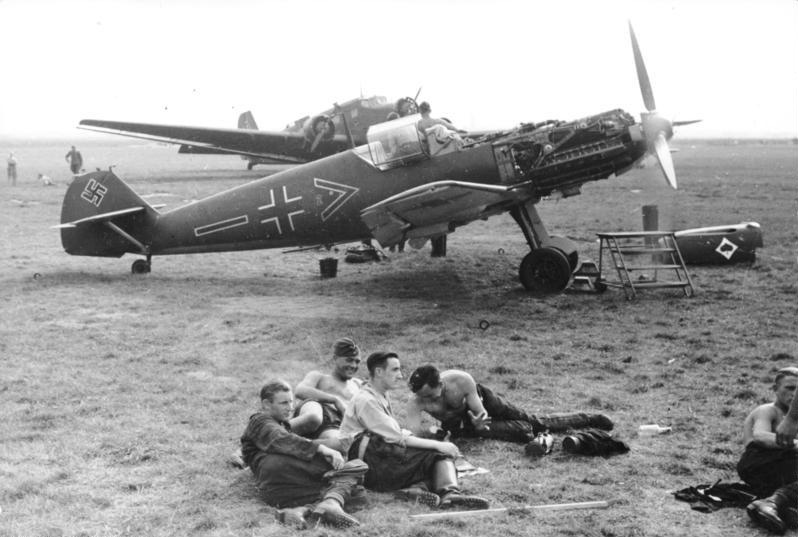
Bf 109 E-3 del JG 53, cap a 1939/1940

El Heinkel He 112, basat en el Blitz, era el favorit dels caps de la Luftwaffe. Comparat amb el Bf 109, també era més econòmic. Els aspectes positius del He 112 incloïen l'ample de via i la força del tren d'aterratge, una visibilitat considerablement millor des de la cabina i un ala més baixa que permetia aterrar més fàcilment. Per contra, el He 112 era estructuralment més complicat, amb un 18% més de pes que el Bf 109, i ben aviat va ser evident que el gruix de l'ala, que s'estenia 12,6 metres amb una àrea de 23,2m² al primer prototipus (V1) era un desavantatge clar per a un caça lleuger, disminuint la maniobrabilitat i la taxa de gir. A casa del fuselatge més petit i lleuger, el Bf 109 era 30 km/h més ràpid que el He 112 a nivell de vol i superior en les pujades i baixades. Com a resultat, el He 112 V4 que va ser emprat per les proves tenia noves ales, que feien 11,5 metres de longitud i 21,6 m² d'àrea. A més, el V4 tenia una carlinga lliscant d'una sola peça i un motor Jumo 210Da més potent, amb un sistema d'escapament modificat. Però aquestes millores no havien estat completament provades i el He 112 V4 no va poder ser mostrat d'acord amb les normes de la Comissió d'Acceptació, donant avantatge al Bf 109. Així doncs, la Comissió fallà en favor del Bf 109 perquè durant les proves dels pilots sobre les capacitats del Bf 109 en una sèrie de girs, salts, picats i girs tancats, en les que el pilot sempre va tenir un control absolut de l'avió.
Al març, la RLM s'assabentà que el Spitfire britànic entrava a les línies de producció; necessitant-se urgentment un resultat del concurs per tal que el guanyador comencés a ser produït. El 12 de març, publicaren un document que esbossava els resultats del concurs, amb el resultat que s'ordenava a Heinkel que redissenyés radicalment el He 112, ordenant que el Bf 109 comencés a fabricar-se. El Messerschmitt 109 va debutar públicament als Jocs Olímpics de Berlin'36, quan va volar el prototipus V1.

### Característiques del disseny
Igual que l'anterior Bf 108, el nou disseny es basava en el principi de la "construcció lleugera de pes" de Messerschmitt, que estava dirigida essencialment a reduir el nombre de peces de l'avió sempre que fos possible. Exemples d'això es poden trobar en l'ús de dos suports llargs i complexos que van ser instal·lats al servidor de seguretat principal del motor; aquests suports incorporaven els suports del motor més baix i el punt del pivot del tren d'aterratge en una sola unitat. Un llarg suport soldat al servidor de seguretat portava el pal principal dels punts de recollida, i carregaven la major part de les càrregues de les ales. Els dissenys contemporanis solien tenir en compte aquestes estructures principals de càrrega muntades en parts diferents del fuselatge, amb les càrregues distribuïdes per l'estructura principal mitjançant una sèrie de punts forts. En concentrar les càrregues sobre el servidor principal de la mampara, l'estructura principal del Bf 109 era relativament lleugera i senzilla.
Un avantatge d'aquest disseny era que el tren d'aterratge principal, que es retractava en un angle de 85º, estava adjunt al fuselatge, fent possible eliminar completament les ales pel servei sense necessitat d'equips addicionals per donar suport al fuselatge. També volia dir que l'estructura de les ales podia ser simplificada al no haver de suportar el pes de l'avió i no haver de suportar les càrregues de l'aterratge i l'enlairament. Malgrat això, havia un inconvenient, que era que el tren d'aterratge posterior tenia una roda estreta, fent que l'avió fos inestable mentre que es trobava a terra. Per incrementar l'estabilitat les cames van ser esteses cap a l'exterior, creant un altre problema en les càrregues de l'enlairament i l'aterratge sent transferides a un angle superior per les cames.
El petit timó del Bf 109 també era relativament ineficaç per controlar els moviments creats per l'estela de l'hèlix durant la primera part de la carrera d'enlairament, i aquesta deriva cap als costats creaven càrregues desproporcionades al costat de la roda. Si les forces imposades eren prou grans, els punts de pivotació es trencaven i el tren d'aterratge es venia a baix cap a l'exterior. Els pilots experimentats deien que era fàcil de controlar, però alguns dels més inexperts es van perdre en l'enlairament.
A causa del seu gran angle de terra causat per les llargues cames, la visibilitat pel pilot, especialment la frontal, era molt pobra, un problema exacerbat per l'escotilla lateral. Això volia dir que els pilots sovint havien de portar l'avió de manera sinuosa durant les maniobres a terra, que s'accentuava sobre les cames esteses del tren d'aterratge. Els accidents a terra eren, malgrat tot, més un problema dels pilots novells, especialment durant les darreres etapes de la guerra, quan els pilots van rebre menys entrenament abans de ser enviats a les unitats operatives. Fins i tot els pilots més experimentats, especialment quan estaven molt cansats, van tenir aquest problema. La major part dels pilots finesos van dir que aquesta oscil·lació era fàcil de controlar, però alguns dels menys experimentats van perdre avions. Aproximadament un 10% dels Bf 109 van perdre's en accidents durant l'enlairament o l'aterratge, 1.500 dels quals van tenir lloc entre 1939 i 1941. La instal·lació d'un fix "d'altura" a la roda de cua en alguns dels darrers G-10 i 14 i a la sèrie K va ajudar a alleujar en gran manera el problema.

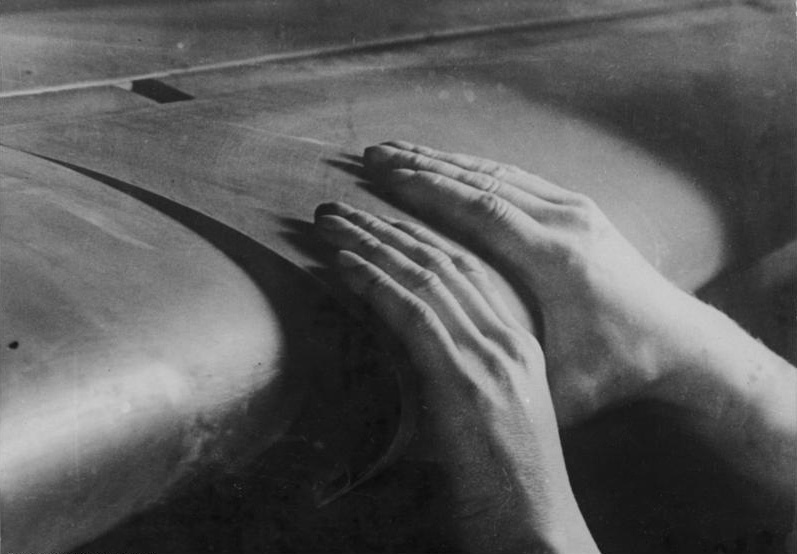
Slats automàtics a un Bf 109. Mitjançant l'ús de dispositius d'alta sustentació, les qualitats de maneig dels Bf 109 milloraren considerablement.

Des de l'inici del disseny es va prioritzar que hi hagués un accés senzill al motor, a les armes del fuselatge i a altres sistemes mentre que estiguessin operatius als aeròdroms avançats. Amb aquest objectiu tota la coberta del motor estava feta amb grans panells, fàcilment desmuntables, que eren subjectats mitjançant passadors. Un gran panell sota la secció central de l'ala podia ser retirar per accedir al tanc de combustible principal, que estava situat sota el pis de la cabina i parcialment darrere de la mampara posterior. Altres panells menors donaven un accés senzill als sistemes de refrigeració i a l'equipament elèctric. El motor estava situat sobre dues cames en voladís des de la mampara, amb forma de Y i fets en aliatge de magnesi. Cadascuna de les cames estava assegurada mitjançant dos passadors sota el voladís. Totes les connexions de les canonades principals tenien un codi de colors i estaven agrupades en un sol lloc, sempre que era possible, i l'equip elèctric estava connectat a les caixes de connexió muntades sobre el voladís. Tot el motor podia ser retirat o substituït en qüestió de minuts.
Un altre exemple d'aquest disseny va ser l'ús d'una única biga de suport situada a la punta de l'ala, formant una D rígida en forma de caixa de torsió. La majoria dels avions de l'època empraven dos travessers, prop de les puntes frontals i posteriors de les ales, però la caixa D era molt més rígida, i eliminava la necessitat d'una biga posterior. El perfil de l'ala va ser la NACA 2R1 14,2 a l'arrel i NACA 2R1 11,35 a la punta, amb un gruix de corda proporció de 14,2% en l'arrel i l'11,35% a la punta.
Una altra important diferència amb dissenys de la competència va ser la major càrrega alar. Mentre que el contracte d'I-IV va demanar una càrrega alar de menys de 100 kg / m ², Messerschmitt creia que això era poc raonable. Amb una càrrega d'ala baixa i els motors disponibles, el caçador acabaria per ser més lent que al que havia de perseguir.
Un caça era dissenyat principalment per a l'alta velocitat de vol. Una àrea de l'ala més petita era l'òptima per a l'assoliment d'alta velocitat, però de baixa velocitat de vol patiria, mentre que amb l'ala més petita que requeriria un major flux d'aire per generar sustentació suficient per mantenir el vol. Per compensar això, el Bf 109 incloïa avançats dispositius d'alta sustentació a les ales, incloent-hi de forma automàtica d'obertura de dels llistons d'avantguarda, i pels canvis bruscs en combat, flaps al vora de sortida. Els llistons augmentaven la sustentació de l'ala considerablement quan es desplegaven, millorant en gran manera la maniobrabilitat horitzontal de l'aeronau, ja que diversos veterans de la Luftwaffe, com Erwin Leykauf, ho testificaren. Messerschmitt també incloïa alerons "caiguts", augmentant així l'àrea de solapa eficaç (i més tard les aletes del radiador també). Quan s'implementaren aquests dispositius de manera efectiva, augmentà el coeficient de les ales de l'elevació.
Els caces amb motors refrigerats per líquid són vulnerables als impactes en el sistema de refrigeració. Per aquesta raó, als darrers Bf 109 F, G i K els dos models de radiadors de refrigeració estaven equipats amb un sistema de tall. Si un radiador es tancava, era possible volar amb el segon, o volar almenys durant cinc minuts amb tots dos tancats. El 1943, l'Oberfeldwebel Edmund Rossmann es va perdre i va caure darrere de les línies soviètiques. Va estar d'acord a mostrar als soviètics com funcionava l'avió. El tècnic d'ametralladores soviètic Víctor M. Sinaiski recordar:
| « | "El Messer era un avió molt ben dissenyat. En primer lloc, tenia un motor d'un tipus invertit, de manera que no podia ser eliminat des de baix. També hi havia dos radiadors d'aigua amb un sistema de tall: .. Si un radiador falla es pot volar amb el segon o tancar els dos i volar almenys cinc minuts. A més, el pilot està protegit per un blindatge a la part posterior, i el dipòsit de combustible també estava darrere de l'armadura. Els nostres avions tenen tancs de combustible al centre de les seves ales: .. és per això que els nostres pilot es cremen. Què més m'agrada del Messer? És molt automàtic i, per tant, fàcil de volar. També s'empra un regulador de camp elèctric, que els nostres avions no tenen. El nostre sistema d'hèlix, de pas hidràulic variable, que fa impossible el canvi de to sense el motor en marxa. Si, Déu no ho vulgui, s'apaga el motor al màxim, és impossible fer girar l'hèlix i és molt difícil d'arrencar el motor. Finalment, el comptador de munició alemanya va ser també una gran cosa. " | » |

### Armament i canons de góndola

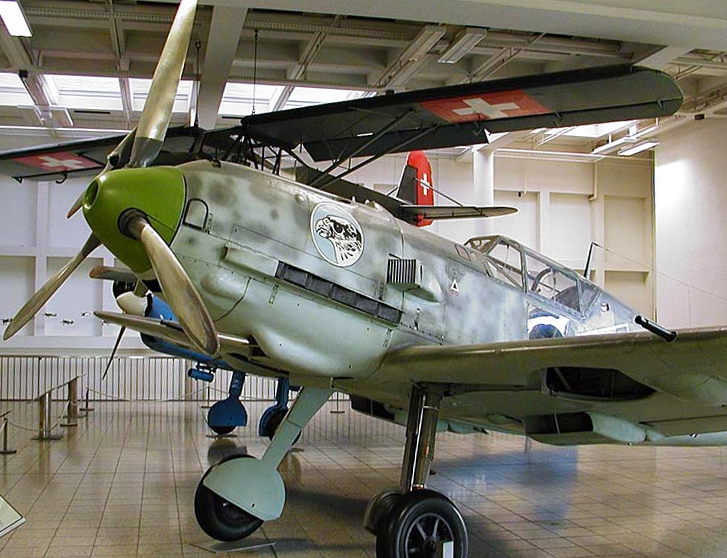
Un Bf 109E armat amb un canó, mostrant les instal·lacions de les MG FF de 20mm a l'ala.

Provant la creença de Messerschmitt en un monoplà de poc pes i poca resistència, l'armament va situar-se al fuselatge: dues metralladores sincronitzades, com en un caça biblà com l'Albatros D.Va, situades a la capota, disparant per damunt del motor i disparant enmig l'hèlix. Com a alternativa, un canó que disparava per un tub d'explosió enmig de les bancades dels cilindres del motor. Aquesta també va ser l'armament elegit en alguns caces francesos, com el Dewoitine D.520. D'acord amb el geni del Professor Messerschmitt, això mantenia les ales primes i sense càrregues.
Quan el 1937 es descobrí que la RAF estava planejant bateries de 8 canons pels seus nous caces monoplans (el Hawker Hurricane i el Supermarine Spitfire), va fer-se evident que el Bf 109 necessitaria més armament. Es va dissenyar una nova ala per tal de portar metralladores i, posteriorment, configuracions per un canó MG FF de 20mm. El problema era que quan va voler afegir-se armament, l'únic lloc on podia posar-se era a les ales, entre la roda i els slats, i només hi havia lloc per a una sola arma, ja fos una metralladora MG 17 de 7,92mm o un canó MG FF o MG FF/Mde 20mm.
La primera versió del Bf 109 que tenia armes a les ales va ser el C-1, que tenia una MG 17 a cada ala. Per evitar redissenyar l'ala per acomodar grans dipòsits de munició i les escotilles d'accés, s'ideà un nou canal de munició pel qual una cinta contínua de 500 projectils s'alimentava per rampes des de la punta de l'ala, al voltant d'un corró i després per tota la longitud de l'ala, cap endavant i per sota de l'arma, fins a l'arrel de l'ala on anava per un altre corró fins a l'arma.
Els canons de les armes van ser situats en uns tubs de gran diàmetre situats entre el pal i la vora davantera. Aquests tubs es refrigeraven mitjançant una canalització al voltant del canó i la recambra, amb una ranura a la part posterior de l'ala. La instal·lació era molt estreta car aquestes parts del mecanisme de tancament de les MG 17 estava en una obertura creada a l'estructura del flap de l'ala.
El MG FF, més llarg i pesant, va haver de ser muntat a una badia exterior de l'ala. Es va fer un gran forat a través del pal que permetia que el canó fos equipat amb un alimentador de munició per davant per davant del pal, mentre que el bloc de tancament es projectava cap enrere a través de la biga. Un tambor de munició de 60 projectils va situar-se a un espai més proper a l'arrel de l'ala, causant una protuberància a la part inferior. Es va incorporar una petita escotilla a l'embalum per permetre l'accés per canviar el tambor. Es podia retirar tota l'arma mitjançant l'eliminació d'un panell de la part davantera.

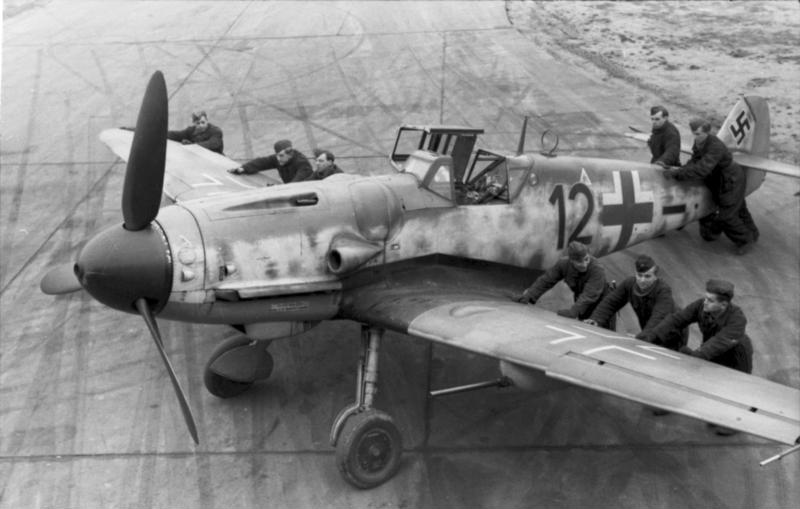
Personal de terra de la Luftwaffe (els "homes negres") posicionant un Bf 109 G-6 equipat amb el canó Rüstsatz VI sota l'ala. JG 2, França, tardor de 1943

A partir de la sèrie 109F els canons ja no van estar "dins" de les ales (una excepció notable va ser el Bf 109 F-2 d'Adolf Galland, que tenia un MG FF/M de 20 mm instal·lat a la part interior de l'ala). Només alguns dels models projectats de les sèries 109K, com el K-6, van ser dissenyats per portat canons MK 108 de 30mm a les ales.
En lloc d'armament a l'interior de l'ala, una potència de foc addicional va ser proporcionada mitjançant dos canons MG 151/20 de 20mm instal·lats sota les ales, a les beines de les armes. Encara que aquest armament addicional incrementava la potència del caça com a destructor de bombarders, tenia un efecte advers en les seves qualitats de maneig, reduint la seva competència en els combats caça contra caça i accentuant la tendència del caça a oscil·lar pendularment durant el vol. Les beines de les armes, sense munició, pesaven 135 kg, i tenien entre 135 i 145 projectils per canó.
El pes total, incloent-hi la munició, era de 215kg. La instal·lació de les beines de munició sota les ales era una tasca simple que podia ser ràpidament realitzada per les unitats d'armers, i imposà una reducció de velocitat de només 8 km/h. En comparació, el pes d'instal·lar un armament semblant de dos canons MG 151/20 de 20mm dins de les ales del FW 190A-4/U8 va ser de 130kg, sense munició.

### Designació i sobrenoms
Originàriament, el Reichsluftfahrtministerium (Ministeri d'Aviació Alemany, RLM) el designà com a Bf 109, car el seu disseny provenia de la Bayerische Flugzeugwerke (literalment, la Fàbrica Aeronàutica Bavaresa).
Però l'empresa va passar a anomenar-se Messerschmitt AG després de juliol de 1938, quan Erhard Milch va permetre finalment a Willy Messerschmitt a adquirir l'empresa. Subseqüentment, tots els avions Messerschmitt que van crear-se després de la data, com el Me 210, portaven la designació "Me". Malgrat alguns reglaments del RLM, documents de durant la guerra de Messerschmitt AG, RLM i la Luftwaffe, continuaven emprant totes dues designacions, sovint fins i tot en la mateixa plana. Tots els dissenys i plànols són descrits com a "Bf 109" en les planxes d'identificació, incloent els models finals K-4, amb l'excepció de l'avió inicialment construït per Erla Flugzeugwerke, que a vegades portava el segell Me 109.
El Bf 109 va tenir diversos malnoms atorgats tant pels seus operadors com pels seus adversaris, generalment derivats a partir del nom del fabricant (Messer, Mersu, Messzer, etc.) o de l'aparença exterior de l'avió: la variant G-6 va rebre el nom de Die Beule (La protuberància) pel personal de la Luftwaffe, a causa de les cobertes de les metralladores MG 131 de 13mm, mentre que els pilots soviètics l'anomenaven "el prim" per la seva aparença (comparat amb el Fw 190, més robust). Els noms "Anton", "Bertha", "Caesar", "Dora", "Emil", "Friedrich", "Gustav" i "Kurfürst" eren derivats de la lletra de la designació oficial de la variant (per exemple, Bf 109G – 'Gustav'), basat en l'alfabet fonètic alemany emprat durant la II Guerra Mundial; una pràctica comuna en altres dissenys alemanys.

### Rècords de vols
Poc després del seu debut públic, tres Bf 109B van prendre part al juliol de 1937 al Flugmeeting de Zúric. Sota el comandament del Major Seidemann, van guanyar en diverses categories: Primer Premi en una cursa de velocitat de 202 km, Primer Premi en la categoria Classe A en el Alpenrundflug internacional d'avions militars, i també la victòria al Patrouillenflug internacional.
L'11 de novembre de 1937, el Bf 109 V13, pilotat pel pilot en cap de Messerschmitt, Dr. Hermann Wurster, volà amb un motor DB 601R de 1650 hp establint un nou rècord de velocitat per a "avions amb motors de pistó" amb una marca de 610,55 km/h, guanyant el títol per a Alemanya per primer cop. Convertit dun Bf 109D, el "V13• portava un motor especial DB 601R que podia arribar als 1650 hp per curts períodes.
Heikel, després de veure rebutjat el He 112, començà a treballar amb el He 100. El 6 de juny de 1938, el He 100 V3, pilotat per Ernst Udet, establí un nou rècord de 634,7 km/h, i el 30 de març de 1939, el pilot de proves Hans Dieterle superà aquest rècord, establint una marca de 746,61 km amb el He 100 V8. Messerschmitt recuperà el lideratge ben aviat en aquesta cursa: el 26 d'abril de 1939, el Flugkapitän Fritz Wendel, volant amb el Me 209 V1, situà la marca en 755,14 km/h. Aquest era un avió de competició que tenia ben poc en comú amb el Bf 109, amb un motor BD 601ARJ que produïa fins a 1.550 hp, però capaç d'arribar fins als 2.300. Per motius de propaganda, l'avió va ser nomenat Bf 109R, suggerint que es tractava d'una nova versió del caça. Aquest rècord es va mantenir fins al 1969.

## Variants

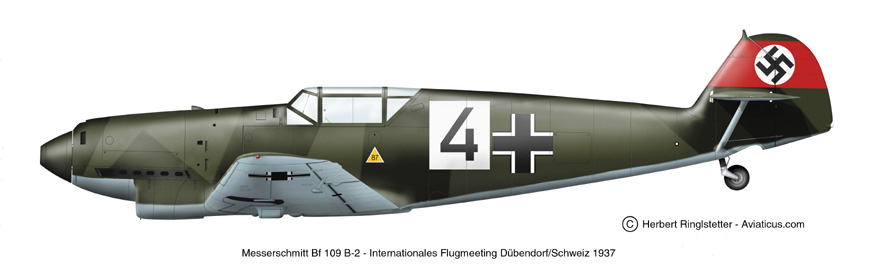
Messerschmitt Bf 109B, Flugtreffen Dübendorf 1937

Quan es dissenyà el primer Bf 109 al 1934 per l'equip format per Willy Messerschmitt i Robert Lusser, el seu paper principal era un interceptador d'alta velocitat i bombarder de curt radi. El 109 també estava dissenyat per tenir avantatge sobre les aerodinàmiques més avançades d'aquell temps, així com les estructures tècniques del cos eren estaven avançades als seus contemporanis. Durant els anys de la Blitzkrieg, el 109 era l'únic caça monomotor de la Luftwaffe, fins a l'aparició del Fw 190.
El 109 seguí fabricant-se des de 1937 i fins a 1945, amb diverses variants i sub-variants; els primers motors eren els Daimler-Benz DB 601 i DB 605, amb el Junkers Jumo 210 per la majoria de variants de la preguerra. El model del Bf 109 més fabricat va ser la sèrie 109-G; i més d'un terç de totes les variants eren la sèrie G-6, amb unes 12.000 unitats fabricades des del març de 1943.
Els primers models de les sèries A, B, C i D portaven els motors 670-700 PS Junkers, sèrie Jumo 210, relativament de baixa potència. Diversos prototipus d'aquests avions van ser modificats per poder usar el motor DB 600, més potent.
El primer gran redisseny va ser la sèrie E, incloent-hi la variant naval del Bf 109E i el Bf 109T (T de Träger, o remolcador d'avions). El Bf 109E, o "Emil" introduí una sèrie de canvis estructurals per tal d'acomodar el motor 1.100 PS Daimler-Benz DB 601, més pesant però més potent; així com un armament més pesant i augmentava la capacitat de combustible. Les darreres variants del E introduïen una raqueta al fuselatge per les bombes o per un tanc extra de combustible, i usava el motor DB 601N. El 109E entrà en servei amb la Legió Còndor durant la darrera fase de la Guerra Civil Espanyola i va ser la variant principal usada durant l'inici de la II Guerra Mundial fins a mitjans de 1941, quan el 109F el substituí en el paper de caça a la Luftwaffe. Vuit 109E van fabricar-se el 1946 a Suïssa per la Dornier-Werke, usant la llicència de construcció. Un novè va construir-se usant peces de recanvi.
El segon gran redisseny durant 1939-40 donà naixement a la sèrie F. El "Friedrich" tenia un redisseny complet de les ales, el sistema de refrigeració i l'aerodinàmica del fuselatge, i portava el motor 1,175 PS DB 601N (F-1, F-2) o l'1,350 PS DB 601E (F-3, F-4). Considerat per molts el punt d'inflexió del desenvolupament del Bf 109, la sèrie F abandonava el canó de l'ala i concentrava tot l'armament en el fusetatge frontal; dues metralladores a dalt i un únic canó de 15 ó 20mm sota el motor. Aquesta configuració va emprar-se en totes les variants següents. Diversos Bf 109F van emprar-se en les darreres etapes de la batalla d'Anglaterra el 1940, però realment va entrar en servei durant la primera meitat de 1941, substituint el Bf109E.
La sèrie G ("Gustav") va entrar a mitjans de 1942, amb les seves variants inicials (de la G-1 a la G-4) que diferien només en petits detalls del Bf 109F, principalment al portar el motor 1475 PS DB 605 més potent. Van construir-se variants estranyament numerades com els caces de gran altitud amb una cabina pressuritzada; i les variants parells eren no-presuritzades, destinades als caces bombarders. També existien variats amb un gran radi d'acció destinats al reconeixement fotogràfic. Les darreres sèries G (de la G-5 a la G-14) van ser fabricades amb un munt de variants, amb armament millorat i provisió de recanvis pre-empaquetats, coneguts com a Umrüst-Bausätze, normalment contractats a i que rebien el sufix "/U". Aquests kits, coneguts com a Rüstsätze també estaven disponibles per a les sèries G, però no es modificà la denominació dels avions. A inicis de 1944 els requeriments tàctics resultaren en l'addició d'un compressor d'aigua per injecció MW-50 d'alt rendiment, augmentant la potència del motor a 1.800-2.000 PS (1.775-1.973 HP). A inicis de 1944 diversos G-2s, G-3s, G-4s i G-6s van ser convertits en avions d'entrenament biplaces, coneguts com a G-12. La cabina de l'instructor va situar-se darrere la cabina original, i ambdues anaven cobertes per una tendal allargat de vidre.
La darrera versió del Bf 108 va ser la sèrie K o  'Kurfürst' , amb un motor DB 605D amb un màxim de 2.000 CV (1.973 hp). Encara que externament era semblant als darrers models de la sèrie Bf 109G, es van realitzar un gran nombre de canvis interns i millores aerodinàmiques que comportaren la millora de la seva eficàcia i corregia els defectes existents, fent que mantingués la competitivitat amb els darrers caces Aliats i soviètics.
Després de la guerra, el Bf 109 va construir-se a Txecoslovàquia sota la denominació Avia S-99 i S-199; i a Espanya, com els Hispano Aviación Ha 1109 i 1112

## Producció
En total, es van produir 33.984 unitats del Bf 109. La producció en temps de guerra (setembre de 1939 a maig de 1945) va ser de 30.573 unitats. La producció de caces va totalitzar el 47% de tota la producció aeronàutica alemanya, d'aquests, un 57% dels caces fabricats per Alemanya eren Bf 109s. Abans de la guerra, entre 1936 i agost de 1939, es fabricaren 2.193 Bf 109 A-E.
Uns 865 derivats del Bf 109G van ser fabricats després de la guerra sota llicència com l'Avia S-99 & S-199s txecoslovac, abandonant-se la fabricació el 1948. La producció del Hispano Aviación HA-1109 i del HA-1112 Buchons espanyols acabà el 1958.
Producció de caces Messerschmitt Bf 109 fighters, 1936–1945.
| Fàbrica, localització         | Fins a 1939 | 1939  | 1940  | 1941  | 1942  | 1943  | 1944   | 1945* | Totals* |
| ----------------------------- | ----------- | ----- | ----- | ----- | ----- | ----- | ------ | ----- | ------- |
| Messerschmitt, Regensburg     |             |       |       | 203   | 486   | 2.164 | 6.329  | 1.241 | 10.423  |
| Arado, Warnemünde             |             |       |       | 370   |       |       |        |       | 370     |
| Erla, Leipzig                 |             |       |       | 683   | 875   | 2.015 | 4.472  | 1.018 | 9.063   |
| Fieseler, Kassel              |             |       |       | 155   |       |       |        |       | 155     |
| W.N.F., Wiener Neustadt       |             |       |       | 836   | 1,297 | 2.200 | 3.081  | 541   | 7,892   |
| Győri Wagon- és Gépgyár, Győr |             |       |       |       |       | 39    | 270    |       | 309     |
| Ago, Oschersleben             |             |       |       | 381   |       |       |        |       | 381     |
| Totals                        | 1.860       | 1.540 | 1.868 | 2.628 | 2.658 | 6.418 | 14.152 | 2.800 | 33.984  |

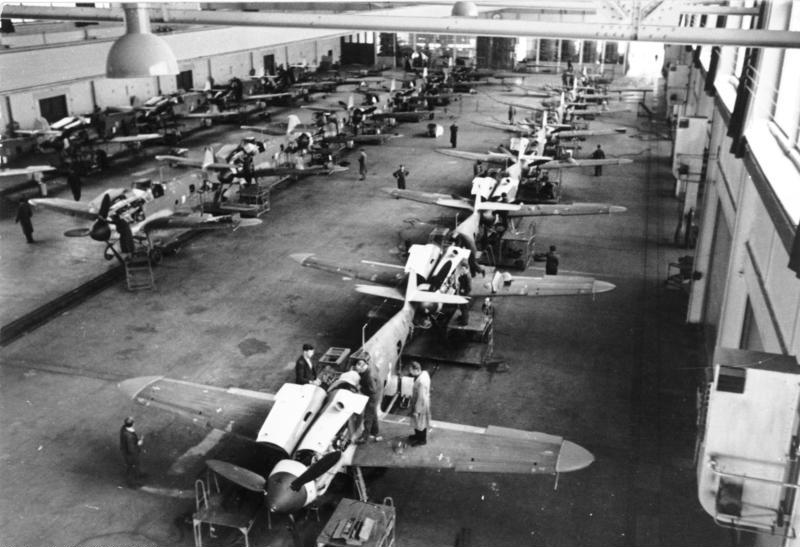
Bf 109G-6s a una fàbrica aeronàutica alemanya

* La producció no s'aturà fins a marc de 1945.

## Història operativa
Els primes Bf 109A van entrar en servei durant la Guerra Civil espanyola. El setembre del 1939, el Bf 109 esdevingué el caça principal de la Luftwaffe per la II Guerra Mundial, substituint als caces biplans, sent instrumental per guanyar la superioritat aèria de la Wehrmacht durant la Blitzkrieg. Durant la batalla d'Anglaterra va haver de realitzar nous papers, principalment el de caça d'escorta, un paper per al qual no estava dissenyat, a més de ser àmpliament usat com a caça bombarder i com a avió de reconeixement. Malgrat els resultats diversos sobre Anglaterra, amb la introducció del millorat Bf 109F, a la primavera de 1941 tornà a demostrar ser un caça efectiu durant la Invasió de Iugoslàvia, la batalla de Creta, la invasió de la Unió Soviètica i durant el Setge de Malta.
El 1942 comença a ser parcialment substituït pel nou caça alemany, el FV 190 al Front Occidental, tot i que continuà servint en multitud de papers al Front Oriental, en la defensa del Reich i al Teatre d'Operacions de la Mediterrània amb l'Afrikakorps. A més, va ser subministrat a diversos aliats de l'Eix, com Finlàndia, Hongria, Romania, Bulgària, Croàcia i Eslovàquia.
El Bf 109 va aconseguir més victòries aèries que cap altra avió. Cent cinc pilots de Bf 109 (potser 109) van obtenir 100 ó més victòries aèries. Tretze d'ells en van aconseguir més de 200, i dos van superar les 300. En conjunt, aquest grup aconseguí unes 15.000 victòries. L'estatus oficial d'as es concedia a qualsevol pilot que aconseguís 5 ó més victòries. Aplicant aquest paràmetre als pilots de la Luftwaffe, uns 2.500 pilots van aconseguir aquest estatus. Contra els soviètics, els Bf 109G finesos van reclamar una taxa de victòries de 25:1 a favor dels finesos.
Alguns Bf 109 van seguir en servei diversos anys després de la guerra. Els 109 hongaresos van ser destruïts a Alemanya per les seves pròpies tripulacions el 6 de maig de 1945; Romania usà els seus Bf 109 fins al 1955. La Força Aèria Finesa no va retirar els seus Bf 109G fins al 1954. En canvi, els "Hispanos" espanyols van durar més temps, arribant a servir fins als 1960. Van aparèixer en diverses pel·lícules (principalment a The Battle of Britain) actuant com a Bf 109. Els suïssos els van usar fins a la dècada de 1950.

## Operadors
Alemanya
La Luftwaffe va ser el principal operador del Bf 109.
 Bulgària
La Força Aèria Búlgara utilitzà 19 E-3 y 145 G-2/-6/-10.
 Croàcia
La Força Aèria de l'Estat Independent de Croàcia utilitzà prop de 50 Bf 109 en diverses versions, incloent-hi les E-4, F-2, G-2/-6/-10 i K.
 Eslovàquia
La Slovenské vzdušné zbrane utilitzà 16 E-3, 14 E-7 y 30 G-6.
La Força Aèria Insurgent Eslovaca utilitzà 3 G-6.
 Espanya
L'Exèrcit de l'Aire Espanyol n'utilitzà alguns, també va rebre alguns del tipus B antics. Els membres de l'Esquadrilla Blava van pilotar (del JG-27 sota el comandament de la Luftflotte 2 fins a l'abril de 1943), G-4 i G-6 (destacats al JG-51 sota el comandament de la Luftflotte 4, fins al juny de 1944). Després de la guerra, es fabricà a Espanya el model Hispano Aviación HA-1112 derivat del Bf 109.
 Finlàndia
La Força Aèria Finesa utilitzà 162 avions en total, 48 G-2, 111 G-6 i 3 G-8.
 Hongria
La Reial Força Aèria Hongaresa utilitzà 3 avions en total, D-1, 50 E-3/-4, 66 F-4 i uns 490 G-2/-4/-6/-8/-10/-14.
 Israel
La Força Aèria Israelí utilitzà el model derivat Avia S-199, procedent de Txecoslovàquia. Tot i que van aconseguir 8 victòries aèries per a Israel, Egipte i Síria reivindiquen 4 victòries de S-199 i un de probable.
 Itàlia
La Regia Aeronautica utilitzà alguns F-4 y G-6, "G-10", "G-14"
 Iugoslàvia
La Reial Força Aèria Iugoslava utilitzà 73 avions de les variants E-3.
 La Força Aèria de la República Federal Socialista de Iugoslàvia utilitzà alguns Bf 109G provinents de l'Estat Independent de Croàcia i de Bulgària.
 República Social Italiana
La Aeronautica Nazionale Repubblicana utilitzà 300 G-6/-10/-14 i 2 G-12, també va rebre 3 K-4.
 Romania
La Reial Força Aèria Romanesa utilitzà 69 E-7 i 135 G-2/-6/-8.
 Suïssa
La Força Aèria Suïssa utilitzà 10 D-1 i 89 de les variants E-3, 2 F-4 i 12 G-2.
 Txecoslovàquia
La Força Aèria Txecoslovaca utilitzà avions capturats i continuà fabricant avions Messerschmitt Bf 109G després de la guerra sota el nom d'Avia S-99.

## Cultura popular
En els simuladors de vol existeixen una o més variants del Messerschmitt Bf 109, com el simulador de vol de codi obert FlightGear, així com en el sector comercial.

## Especificacions (Bf 109 G-6/R6)
Característiques principals
- Dimensions:
  - Ala: 9,92 m
  - Superfície de les ales: 16m²
  - Llargada: 8,94 m
  - Alçada: 2,59 m
- Pes:
  - Buit: 2.600 kg
- Motor: 

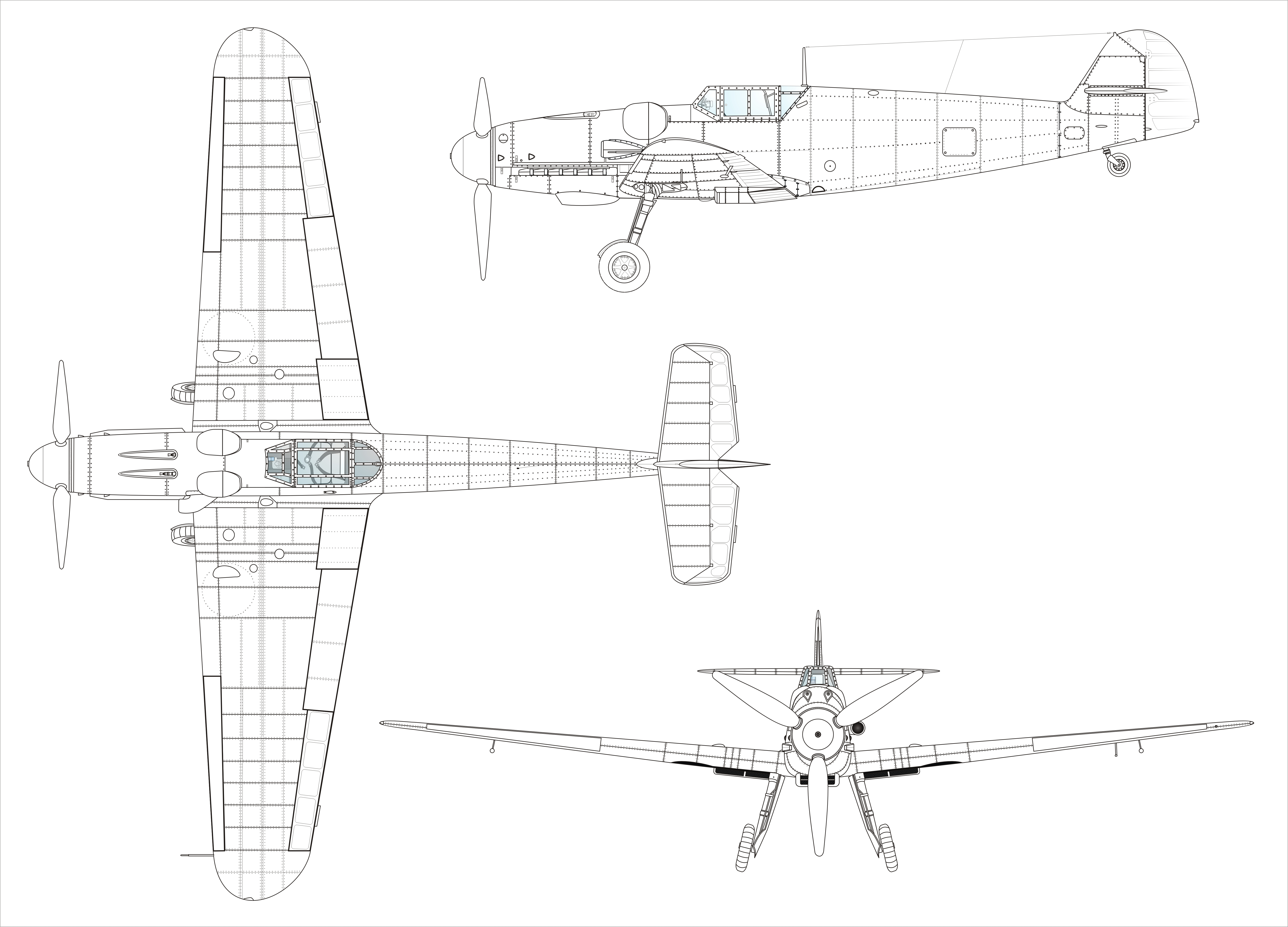
Diagrama del projecte del Bf 109 G-6.

  - Model: 1 Daimler-Benz DB 605AM (modificat per emprar MW-50)
  - Potència: 1.475 hp
  - Hèlix: tripala de paso variable VDM9-12159A
- Propietats:
  - Velocitat màxima: 623 km/h a 7.000 msnm
  - Autonomia: 550 km
  - Abast màxim amb el màxim de combustible: 1.148 km
  - Sostre de servei: 11.750 m
- Armes: 
  - Metralladores: 
    - 2× Rheinmetall-Borsig MG-131 de 13 mm (sobre el motor)
    - 2× Rheinmetall-Borsig MG-151/20 de 20 mm (a les ales)

  - Canons: 
    - 1× MG 151/20 de 20 mm.
    - Opcionalment 1× MK 108 30 mm (G-6/U4).

  - Bombes: 
    - 1× 250 kg
    - 4× 50 kg

  - Coets: 2× WGr 21
  - Altres: 1 tanc extern de 300l
- Aviònica:
  - Sistema IFF FuG-25a
  - Radiocomunicació FuG 16
- Tripulació: 1